# Phintella clathrata
Phintella clathrata är en spindelart som först beskrevs av Tord Tamerlan Teodor Thorell 1895.  Phintella clathrata ingår i släktet Phintella och familjen hoppspindlar. Inga underarter finns listade i Catalogue of Life.